# Tetraulax gracilis
Tetraulax gracilis là một loài bọ cánh cứng trong họ Cerambycidae.